# Landkreis Schweinitz
Der Landkreis Schweinitz, ursprünglich Kreis Schweinitz und von 1950 bis 1952 Landkreis Herzberg, bestand in Preußen und im Land Sachsen-Anhalt der SBZ bzw. DDR zwischen 1816 und 1950. Sein ehemaliges Gebiet liegt heute im Wesentlichen im Landkreis Wittenberg in Sachsen-Anhalt sowie im Landkreis Elbe-Elster in Brandenburg.

## Geschichte

### Kurfürstentum Sachsen
Unter den sächsischen Kurfürsten war das Gebiet des Landkreises in drei Ämter aufgeteilt: das Amt Schlieben, das Amt Schweinitz und das Amt Seyda. Einige Ortschaften gehörten zu den benachbarten Ämtern Annaburg und Pretzsch. 1806 ging das Gebiet in das neu entstandene Königreich Sachsen ein.

### Preußen

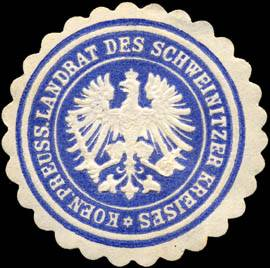
Siegelmarke Königlich Preußischer Landrat des Schweinitzer Kreises

Nach dem Wiener Kongress gelangten am 21. Mai 1815 die bisherigen Ämter Schlieben, Schweinitz und Seyda zum preußischen Staat.
Im Rahmen der preußischen Verwaltungsreformen wurde zum 1. Oktober 1816 der Kreis Schweinitz im Regierungsbezirk Merseburg der preußischen Provinz Sachsen eingerichtet. Die Verhandlungen über die endgültigen Gebietsgrenzen liefen bis ins Jahr 1818. Bereits am 13. Juni 1817 wurden die Landräte der Kreise Schweinitz, Torgau, Wittenberg und Liebenwerda von der Regierung in Merseburg aufgefordert, zu den Kreisgebietsgrenzen und die Zuweisung einzelner Ortschaften Stellung zu nehmen. Aufgrund der Uneinigkeit der Landräte wurde durch die Regierung
- die Umgliederung der Wüste Feldmark Gablenz aus dem Kreis Schweinitz in den Kreis Wittenberg
- die Umgliederung der Wüste Mark Saaser aus dem Kreis Schweinitz in den Kreis Torgau
- die Umgliederung der Orte Bahnsdorf, Friedrichsluga, Gräfendorf und Neudeck aus dem Kreis Liebenwerda und der Löbener und Gerbismühle aus dem Kreis Torgau in den Kreis Schweinitz beschlossen.

Der neugebildete Kreis wurde nach dem flächenmäßig größten Amt Schweinitz benannt, Kreisstadt wurde später jedoch die bevölkerungsmäßig größte Stadt Herzberg (Elster), wo sich das Landratsamt und weitere Behörden befanden.

### Deutsches Reich
Seit dem 1. Juli 1867 gehörte der Kreis zum Norddeutschen Bund und ab dem 1. Januar 1871 zum Deutschen Reich.
Am 10. August 1876 trat die Landgemeinde Kurzlipsdorf vom Kreis Schweinitz zum Kreis Wittenberg. Zum 30. September 1928 fand im Kreis Schweinitz entsprechend der Entwicklung im übrigen Freistaat Preußen eine Gebietsreform statt, bei der alle Gutsbezirke aufgelöst und benachbarten Landgemeinden zugeteilt wurden. Nach der Auflösung der Provinz Sachsen zum 1. Juli 1944 gehörte der Kreis zur neuen Provinz Halle-Merseburg. Im Frühjahr 1945 wurde das Kreisgebiet durch die Rote Armee besetzt.

### DDR
Am 1. Juli 1950 wurde der nunmehr als Landkreis Schweinitz bezeichnete Kreis in Landkreis Herzberg umbenannt; gleichzeitig wurden die Gemeinden Altsorgefeld, Langengrassau, Neusorgefeld, Schwarzenburg und Wüstermarke in den brandenburgischen Landkreis Luckau umgegliedert. Im Rahmen der Auflösung der Länder in der DDR wurde im Jahre 1952 eine umfassende Kreisreform durchgeführt:
- Der nordwestliche Zipfel des Landkreises mit den Gemeinden Gölsdorf, Oehna, Seehausen und Zellendorf kam zum Kreis Jüterbog im Bezirk Potsdam.
- Der Westteil des Landkreises kam zum Kreis Jessen im Bezirk Cottbus.
- Der Ostteil des Landkreises bildete den Kreis Herzberg im Bezirk Cottbus.

## Einwohnerentwicklung
| Jahr | Einwohner | Quelle |
| ---- | --------- | ------ |
| 1816 | 24.766    | [ 3 ]  |
| 1843 | 33.744    | [ 4 ]  |
| 1871 | 40.879    | [ 5 ]  |
| 1890 | 40.921    | [ 6 ]  |
| 1900 | 39.632    | [ 6 ]  |
| 1910 | 39.816    | [ 6 ]  |
| 1925 | 39.708    | [ 6 ]  |
| 1933 | 40.276    | [ 6 ]  |
| 1939 | 39.911    | [ 6 ]  |
| 1946 | 56.723    | [ 7 ]  |

## Landräte
- ab 1816 Heinrich Anton von Zeschau (1789–1870)[8]
- bis 1843 Christian Friedrich August Sommer
- 1843–1879 Gustav von Kleist (1801–1884)
- 1879–1900 Julius von Bodenhausen (1840–1915)
- 1900–1918 Camillo von Palombini-Grochwitz[9]
- 1918–1920 Hermann Rabe von Pappenheim(1883–1968)[10]
- 1920–1935 Otto Niese (1878–1960)
- 1936–1942 Hans-Herbert Dengler (1905–1982)
- 1942–1945 Norbert Hering (1907–1991) [trat den Dienst de facto nicht an, so dass der 1939 vertretungsweise als Landrat eingesetzte Otto Böhme bis 11. Juni 1945 die Geschäfte als Landrat führte]

## Kommunalverfassung
Der Kreis Schweinitz gliederte sich in Städte, in Landgemeinden und – bis zu deren Auflösung – in Gutsbezirke. Mit Einführung des preußischen Gemeindeverfassungsgesetzes vom 15. Dezember 1933 sowie der Deutschen Gemeindeordnung vom 30. Januar 1935 wurde zum 1. April 1935 das Führerprinzip auf Gemeindeebene durchgesetzt. Eine neue Kreisverfassung wurde nicht mehr geschaffen; es galt weiterhin die Kreisordnung für die Provinzen Ost- und Westpreußen, Brandenburg, Pommern, Schlesien und Sachsen vom 19. März 1881.

## Städte und Gemeinden

### Stand 1938
Der Kreis Schweinitz umfasste 1937 sechs Städte und 110 weitere Gemeinden:
| - Ahlsdorf - Alt Herzberg 1 - Altsorgefeld - Arnsdorf - Arnsnesta - Bahnsdorf - Battin - Berga - Bernsdorf - Bicking - Borken - Borken - Brandis - Buckau - Buschkuhnsdorf - Dixförda - Dubro - Düßnitz - Fermerswalde - Frankenhain - Frauenhorst - Freywalde - Friedersdorf - Friedrichsluga - Gadegast - Gehmen - Gentha - Gerbisbach - Glücksburg - Gölsdorf | - Gorsdorf - Grabo - Gräfendorf - Grassau - Grauwinkel - Grochwitz - Großkorga - Großrössen - Hartmannsdorf - Hemsendorf - Herzberg (Elster), Stadt - Hillmersdorf - Hohenbucko - Hohenkuhnsdorf - Holzdorf - Horst - Jagsal - Jessen (Elster), Stadt - Jeßnigk - Kaxdorf - Kleindröben - Kleinkorga - Kleinrössen - Klöden - Klossa - Knippelsdorf - Kolochau - Kolpien - Körba | - Krassig - Kremitz - Langengrassau - Lebusa - Leipa - Linda - Lindwerder - Löben - Lüttchenseyda - Mahdel - Malitschkendorf - Mellnitz - Meltendorf - Meuselko - Mönchenhöfe - Morxdorf - Mügeln - Naundorf b. Schlieben - Naundorf b. Blönsdorf - Neudeck - Neuerstadt - Neunaundorf - Neusorgefeld - Oehna - Oelsig - Osteroda - Polzen - Premsendorf - Proßmarke | - Rade - Rahnisdorf - Redlin - Rehain - Reicho - Ruhlsdorf - Schadewalde - Schlieben, Stadt - Schmielsdorf - Schöna - Schöneicho - Schönewalde, Stadt - Schützberg - Schwarzenburg - Schweinitz, Stadt - Seehausen - Seyda, Stadt - Stechau - Steinsdorf - Stolzenhain - Striesa - Waltersdorf - Wehrhain - Werchau - Wiepersdorf - Wildenau - Wüstermarke - Zellendorf - Zemnick |

### Namensänderungen
In den 1930er Jahren wurde der Name bzw. die Schreibweise mehrerer Gemeinden geändert:
- Clöden → Klöden
- Colochau → Kolochau
- Leipa → Leipa (Kr. Schweinitz)
- Werchluga → Wehrhain
- Zwiesigko → Gerbisbach